# V (Anna Abreu)
V è il quinto album in studio della cantante finlandese Anna Abreu, pubblicato nel 2014.

## Tracce
1. Werewolves – 3:21
2. Right in Front of You – 3:26
3. Ra-Ta Ta-Ta – 3:08
4. No Apology – 3:54
5. Kings & Queens (feat. Gracias) – 3:07
6. Oh Oh – 3:26
7. Horizon (feat. Christopher) – 2:57
8. Like a Boxer – 3:49
9. High & Dry – 4:13
10. Feels Like Freedom – 3:30